# American League Championship Series
American League Championship Series (ALCS) – w Major League Baseball po raz pierwszy miały miejsce w 1969 roku po przystąpieniu do American League dwóch nowych zespołów i podzieleniu jej na dwie dywizje: West Division i East Division. Zwycięzcy obydwu dywizji przystępowali do American League Championship Series, zaś wygrany zespół w ALCS do World Series. Początkowo obowiązywał format best-of-five i grano do trzech wygranych meczów. Od sezonu 1985 serie rozgrywane są w formacie best-of-seven.
W 1994 utworzono trzecią dywizję Central Division i dodatkową rundę w postseason, American League Division Series (ALDS) rozgrywanej w formacie best-of-five, jednak z powodu strajku zawodników i niedokończenia sezonu, League Division Series zainaugurowano rok później. Zwycięzcy ALDS przystępują do American League Championship Series.

## Finały American League
| 1969 | Baltimore Orioles                                                     | Minnesota Twins                                                       | 3–0                                                                   |                                                                       |                                                                       |                                                                       |
| 1970 | Baltimore Orioles                                                     | Minnesota Twins                                                       | 3–0                                                                   |                                                                       |                                                                       |                                                                       |
| 1971 | Baltimore Orioles                                                     | Oakland Athletics                                                     | 3–0                                                                   |                                                                       |                                                                       |                                                                       |
| 1972 | Oakland Athletics                                                     | Detroit Tigers                                                        | 3–2                                                                   |                                                                       |                                                                       |                                                                       |
| 1973 | Oakland Athletics                                                     | Baltimore Orioles                                                     | 3–2                                                                   |                                                                       |                                                                       |                                                                       |
| 1974 | Oakland Athletics                                                     | Baltimore Orioles                                                     | 3–1                                                                   |                                                                       |                                                                       |                                                                       |
| 1975 | Boston Red Sox                                                        | Oakland Athletics                                                     | 3–0                                                                   |                                                                       |                                                                       |                                                                       |
| 1976 | New York Yankees                                                      | Kansas City Royals                                                    | 3–2                                                                   |                                                                       |                                                                       |                                                                       |
| 1977 | New York Yankees                                                      | Kansas City Royals                                                    | 3–2                                                                   |                                                                       |                                                                       |                                                                       |
| 1978 | New York Yankees                                                      | Kansas City Royals                                                    | 3–1                                                                   |                                                                       |                                                                       |                                                                       |
| 1979 | Baltimore Orioles                                                     | California Angels                                                     | 3–1                                                                   |                                                                       |                                                                       |                                                                       |
| 1980 | Kansas City Royals                                                    | New York Yankees                                                      | 3–0                                                                   | Frank White (Kansas City Royals)                                      |                                                                       |                                                                       |
| 1981 | New York Yankees                                                      | Oakland Athletics                                                     | 3–0                                                                   | Graig Nettles (New York Yankees)                                      |                                                                       |                                                                       |
| 1982 | Milwaukee Brewers                                                     | California Angels                                                     | 3–2                                                                   | Fred Lynn (California Angels)                                         |                                                                       |                                                                       |
| 1983 | Baltimore Orioles                                                     | Chicago White Sox                                                     | 3–1                                                                   | Mike Boddicker (Baltimore Orioles)                                    |                                                                       |                                                                       |
| 1984 | Detroit Tigers                                                        | Kansas City Royals                                                    | 3–0                                                                   | Kirk Gibson (Detroit Tigers)                                          |                                                                       |                                                                       |
| 1985 | Kansas City Royals                                                    | Toronto Blue Jays                                                     | 4–3                                                                   | George Brett (Kansas City Royals)                                     |                                                                       |                                                                       |
| 1986 | Boston Red Sox                                                        | California Angels                                                     | 4–3                                                                   | Marty Barrett (Boston Red Sox)                                        |                                                                       |                                                                       |
| 1987 | Minnesota Twins                                                       | Detroit Tigers                                                        | 4–1                                                                   | Gary Gaetti (Minnesota Twins)                                         |                                                                       |                                                                       |
| 1988 | Oakland Athletics                                                     | Boston Red Sox                                                        | 4–0                                                                   | Dennis Eckersley (Oakland Athletics)                                  |                                                                       |                                                                       |
| 1989 | Oakland Athletics                                                     | Toronto Blue Jays                                                     | 4–1                                                                   | Rickey Henderson (Oakland Athletics)                                  |                                                                       |                                                                       |
| 1990 | Oakland Athletics                                                     | Boston Red Sox                                                        | 4–0                                                                   | Dave Stewart (Oakland Athletics)                                      |                                                                       |                                                                       |
| 1991 | Minnesota Twins                                                       | Toronto Blue Jays                                                     | 4–1                                                                   | Kirby Puckett (Minnesota Twins)                                       |                                                                       |                                                                       |
| 1992 | Toronto Blue Jays                                                     | Oakland Athletics                                                     | 4–2                                                                   | Roberto Alomar (Toronto Blue Jays)                                    |                                                                       |                                                                       |
| 1993 | Toronto Blue Jays                                                     | Chicago White Sox                                                     | 4–2                                                                   | Dave Stewart (Toronto Blue Jays)                                      |                                                                       |                                                                       |
| 1994 | League Championship Series nie odbyły się z powodu strajku zawodników | League Championship Series nie odbyły się z powodu strajku zawodników | League Championship Series nie odbyły się z powodu strajku zawodników | League Championship Series nie odbyły się z powodu strajku zawodników | League Championship Series nie odbyły się z powodu strajku zawodników | League Championship Series nie odbyły się z powodu strajku zawodników |
| 1995 | Cleveland Indians                                                     | Seattle Mariners                                                      | 4–2                                                                   | Orel Hershiser (Cleveland Indians)                                    |                                                                       |                                                                       |
| 1996 | New York Yankees                                                      | Baltimore Orioles #                                                   | 4–1                                                                   | Bernie Williams (New York Yankees)                                    |                                                                       |                                                                       |
| 1997 | Cleveland Indians                                                     | Baltimore Orioles                                                     | 4–2                                                                   | Marquis Grissom (Cleveland Indians)                                   |                                                                       |                                                                       |
| 1998 | New York Yankees                                                      | Cleveland Indians                                                     | 4–2                                                                   | David Wells (New York Yankees)                                        |                                                                       |                                                                       |
| 1999 | New York Yankees                                                      | Boston Red Sox #                                                      | 4–1                                                                   | Orlando Hernández (New York Yankees)                                  |                                                                       |                                                                       |
| 2000 | New York Yankees                                                      | Seattle Mariners #                                                    | 4–2                                                                   | David Justice (New York Yankees)                                      |                                                                       |                                                                       |
| 2001 | New York Yankees                                                      | Seattle Mariners                                                      | 4–1                                                                   | Andy Pettitte (New York Yankees)                                      |                                                                       |                                                                       |
| 2002 | Anaheim Angels #                                                      | Minnesota Twins                                                       | 4–1                                                                   | Adam Kennedy (Anaheim Angels)                                         |                                                                       |                                                                       |
| 2003 | New York Yankees                                                      | Boston Red Sox #                                                      | 4–3                                                                   | Mariano Rivera (New York Yankees)                                     |                                                                       |                                                                       |
| 2004 | Boston Red Sox #                                                      | New York Yankees                                                      | 4–3                                                                   | David Ortiz (Boston Red Sox)                                          |                                                                       |                                                                       |
| 2005 | Chicago White Sox                                                     | Los Angeles Angels of Anaheim                                         | 4–1                                                                   | Paul Konerko (Chicago White Sox)                                      |                                                                       |                                                                       |
| 2006 | Detroit Tigers #                                                      | Oakland Athletics                                                     | 4–0                                                                   | Plácido Polanco (Detroit Tigers)                                      |                                                                       |                                                                       |
| 2007 | Boston Red Sox                                                        | Cleveland Indians                                                     | 4–3                                                                   | Josh Beckett (Boston Red Sox)                                         |                                                                       |                                                                       |
| 2008 | Tampa Bay Rays                                                        | Boston Red Sox #                                                      | 4–3                                                                   | Matt Garza (Tampa Bay Rays)                                           |                                                                       |                                                                       |
| 2009 | New York Yankees                                                      | Los Angeles Angels of Anaheim                                         | 4–2                                                                   | CC Sabathia (New York Yankees)                                        |                                                                       |                                                                       |
| 2010 | Texas Rangers                                                         | New York Yankees #                                                    | 4–2                                                                   | Josh Hamilton (Texas Rangers)                                         |                                                                       |                                                                       |
| 2011 | Texas Rangers                                                         | Detroit Tigers                                                        | 4–2                                                                   | Nelson Cruz (Texas Rangers)                                           |                                                                       |                                                                       |
| 2012 | Detroit Tigers                                                        | New York Yankees                                                      | 4–0                                                                   | Delmon Young (Detroit Tigers)                                         |                                                                       |                                                                       |
| 2013 | Boston Red Sox                                                        | Detroit Tigers                                                        | 4–2                                                                   | Kōji Uehara (Boston Red Sox)                                          |                                                                       |                                                                       |
| 2014 | Kansas City Royals #                                                  | Baltimore Orioles                                                     | 4–0                                                                   | Lorenzo Cain (Kansas City Royals)                                     |                                                                       |                                                                       |
| 2015 | Kansas City Royals                                                    | Toronto Blue Jays                                                     | 4–2                                                                   | Alcides Escobar (Kansas City Royals)                                  |                                                                       |                                                                       |
| 2016 | Cleveland Indians                                                     | Toronto Blue Jays #                                                   | 4–1                                                                   | Andrew Miller (Cleveland Indians)                                     |                                                                       |                                                                       |
| 2017 | Houston Astros                                                        | New York Yankees #                                                    | 4–3                                                                   | Justin Verlander (Houston Astros)                                     |                                                                       |                                                                       |
| 2018 | Boston Red Sox                                                        | Houston Astros                                                        | 4–1                                                                   | Jackie Bradley, Jr. (Boston Red Sox)                                  |                                                                       |                                                                       |
| 2019 | Houston Astros                                                        | New York Yankees                                                      | 4–2                                                                   | José Altuve (Houston Astros)                                          |                                                                       |                                                                       |
| 2020 | Tampa Bay Rays                                                        | Houston Astros #                                                      | 4–3                                                                   | Randy Arozarena (Tampa Bay Rays)                                      |                                                                       |                                                                       |
| 2021 | Houston Astros                                                        | Boston Red Sox #                                                      | 4–2                                                                   | Yordan Álvarez (Houston Astros)                                       |                                                                       |                                                                       |
| 2022 | Houston Astros                                                        | New York Yankees                                                      | 4–0                                                                   | Jeremy Peña (Houston Astros)                                          |                                                                       |                                                                       |
| 2023 | Texas Rangers #                                                       | Houston Astros                                                        | 4–3                                                                   | Adolis García (Tampa Bay Rays)                                        |                                                                       |                                                                       |

# – zespół awansował do postseason po otrzymaniu dzikiej karty